# Befriade från skolan
Befriade från skolan är Jan Hammarlunds debutalbum, utgivet 1971 på skivbolaget Silence Records (skivnummer SRS 4610).

## Låtlista
A
1. "Skräddarsången" - 3:18
2. "Ljusne" - 3:57 (Love Explosion)
3. "Jag sa Christer, är du galen" - 3:48
4. "Vem kan man lita på" - 4:06 (Mikael Wiehe)
5. "Sitt ner och sjung en sång" - 3:25

B
1. "Slottet" - 4:00
2. "Tim Franeraren" - 5:02
3. "Flamma stolt" - 0:44 (Hugo Alfvén)
4. "The Cannonball" - 1:37
5. "Men tänk på vad synd" - 1:19 (Turid)
6. "Skolsången" - 4:39

## Medverkande
- Björn Linné - dobra
- Jan Hammarlund - sång, gitarr, piano
- Karin Jonson 	Sång
- Lena Ekman - gitarr, autoharp, orgel, sång
- Mats Glenngård - fiol, elgitarr
- Rickard Sundstedt - piano
- Sören Hansen - congas
- Thomas Netzler - elbas, maracas
- Turid Lundqvist - sång
- Vidar Andersson - fiol, flöjt

### Fotnoter
1. ↑  ”Jan Hammarlund”. silence.se. https://silence.se/artist/jan-hammarlund-2. Läst 21 oktober 2022.
2. ↑  ”Befriade från skolan”. Progg.se. Arkiverad från originalet den 18 augusti 2010. https://web.archive.org/web/20100818213426/http://www.progg.se/band.asp?ID=17&skiva=6. Läst 31 augusti 2012.